# Coast Guards (film)
Pour les articles homonymes, voir United States Coast Guard et Le Gardien.
Pour plus de détails, voir Fiche technique et Distribution.
Coast Guards ou Le Gardien au Québec (The Guardian) est un film américain réalisé par Andrew Davis et sorti en 2006.
Le film reçoit des critiques plutôt mitigées à sa sortie et ne rencontre pas un immense succès en salles.

## Synopsis
Le 1er maître Ben Randall est une légende du sauvetage en mer. Il est le nageur-sauveteur le plus décoré de l'United States Coast Guard, les garde-côtes américains, et membre du programme Aviation Survival Technician (en). À la suite d'un accident en haute mer, presque toute son équipe — dont son meilleur ami Carl Billings — trouve la mort après le crash de leur Sikorsky HH-60 Jayhawk. Souffrant de la culpabilité du survivant, Ben est envoyé en Floride pour former les futurs nageurs des Coast Guards. Ces derniers doivent subir une formation et une sélection impitoyables. Parmi les nouvelles recrues, Jake Fischer, un jeune champion de natation aussi doué que frimeur et inconscient issu de la Ivy League. Randall voit en lui un potentiel énorme et va tenter de lui montrer ce qu'est vraiment le métier de sauveteur en mer.

## Fiche technique
- Titre original : The Guardian
- Titre français : Coast Guards
- Titre québécois : Le Gardien
- Réalisation : Andrew Davis
- Scénario : Ron L. Brinkerhoff
- Musique : Trevor Rabin
- Photographie : Stephen St. John
- Montage : Thomas J. Nordberg et Dennis Virkler
- Décors : Maher Ahmad
- Costumes : Mark Peterson
- Production : Beau Flynn, Tripp Vinson, Armyan Bernstein (en), Zanne Devine, Charlie Lyons et Peter Macgregor-Scott
- Sociétés de production : Beacon Pictures, Contrafilm, Firm Films et Touchstone Pictures, Contrafilm, A School Productions et Eyetronics
- Distribution : Touchstone Pictures (États-Unis),
- Budget : 80 000 000 $
- Pays d'origine :  États-Unis
- Format : Couleurs - 1,85:1 - DTS / Dolby Digital / SDDS - 35 mm
- Genre : action et drame
- Durée : 139 minutes
- Dates de sortie :
  - États-Unis : 29 septembre 2006
  - Belgique, France : 20 décembre 2006

## Distribution
Légende : V. F. = Version Française et V. Q. = Version Québécoise
- Kevin Costner (V. F. : Bernard Lanneau et V. Q. : Marc Bellier) : Ben Randall
- Ashton Kutcher (V. F. : Adrien Antoine et V. Q. : Nicolas Charbonneaux-Collombet) : Jake Fischer
- Melissa Sagemiller (V. F. : Vanina Pradier et V. Q. : Éveline Gélinas) : Emily Thomas
- Neal McDonough (V. F. : Bruno Dubernat et V. Q. : Gilbert Lachance) : Jack Skinner
- Clancy Brown (V. F. : José Luccioni et V. Q. : Jean-Luc Montminy) : le capitaine William Hadley
- Dulé Hill (V. Q. : Guillaume Champoux) : Ken Weatherly
- Sela Ward (V. F. : Pascale Vital et V. Q. : Anne Dorval) : Helen Randall
- John Heard (V. F. : Gabriel Le Doze et V. Q. : Alain Zouvi) : le capitaine Frank Larson
- Bonnie Bramlett : Maggie McGlone
- Michael Rady : Nick Zingaro
- Brian Patrick Wade (V. F. : Boris Rehlinger ; V.Q. : Jean-François Beaupré) : Mitch Lyons
- Omari Hardwick (V. F. : Bruno Henry et V. Q. : François L'Écuyer) : Carl Billings
- Brian Geraghty (V. F. : Alexis Tomassian et V. Q. : Hugolin Chevrette) : Billy Hodge
- Andrew Schanno (V. F. : Marc Alfos ; VQ : Marc-André Bélanger) : le pilote Henry Mitchell
- Shelby Fenner : Cate Lindsey
- Peter Gail : Danny Doran

## Production

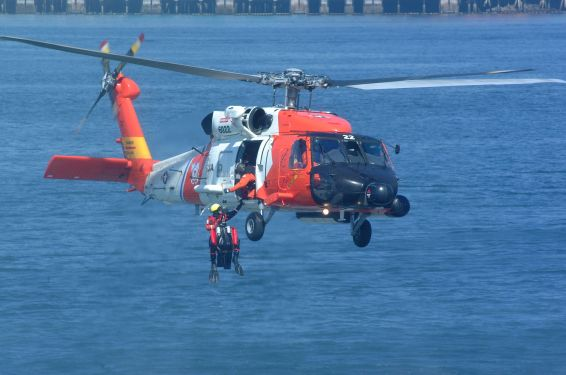
Garde-côte américain en train de secourir un nageur.

Le tournage a débuté le 1er décembre 2005 et s'est déroulé en Alaska, Astoria, Bossier City, Elizabeth City, La Nouvelle-Orléans, Long Beach et Shreveport.

## Bande originale
- Something to Talk About par SHeDAISY (en), durée : 3 min 54 s.
- Saturday Night par Ozomatli, durée : 4 min 1 s.
- Love & Happiness par Bonnie Bramlett, durée : 4 min 32 s.
- The Mockingbird par Lisa Lavie (en), durée : 3 min 7 s.
- Hold Tight par Tad Robinson (en), durée : 4 min 3 s.
- Tri-Me par Abby Ahmad, durée : 4 min 33 s.
- Hold On, I'm Coming par Bonnie Bramlett, durée : 2 min 57 s.
- Shake Up the World par Stevie « Funkworm » Butler, durée : 4 min 9 s.
- Friday Night par Cheryl Wilson (en), durée : 3 min.
- Run Me in the Dirt (Throwdown) par Butch Flythe et Joseph « Butch » Flythe, durée : 3 min 29 s.
- The Guardian Suite par Trevor Rabin, durée : 7 min 39 s.
- Never Let Go par Bryan Adams, durée : 5 min 5 s (générique de fin).

## Sortie et accueil

### Accueil critique
Sur l'agrégateur américain Rotten Tomatoes, le film récolte 37 % d'opinions favorables pour 149 critiques. Sur Metacritic, il obtient une note moyenne de 53⁄100 pour 29 critiques.
En France, le site Allociné propose une note moyenne de 2⁄5 à partir de l'interprétation de critiques provenant de 22 titres de presse.

### Box-office
Le film n'est pas un succès commercial. Pour un budget estimé à 80 millions de dollars, il ne récolte que 94 millions au box-office mondial.
| Pays ou région     | Box-office      | Date d'arrêt du box-office | Nombre de semaines |
| ------------------ | --------------- | -------------------------- | ------------------ |
| France             | 177 087 entrées | -                          | -                  |
| États-Unis, Canada | 55 011 732 $    | 4 janvier 2007             | 14                 |
| Total mondial      | 94 973 540 $    | -                          | -                  |

## Distinctions
- Nomination au prix de la meilleure chanson pour Bryan Adams, Trevor Rabin et Eliot Kennedy pour Never Let Go, lors des Satellite Awards 2006[10].

## Autour du film
Parmi les étudiants figure Mark Gangloff, médaillé d'or aux Jeux olympiques d'été de 2004.